# Kamen Rider Black RX
Kamen Rider Black RX (仮面ライダーBLACK RX Kamen Raida Burakku Aru Ekkusu?), es el título de la novena temporada de la franquicia Kamen Rider. Es la secuela de Kamen Rider Black y narra las historias de este nuevo cyborg, contra un nuevo enemigo. Fue la última temporada de la era Showa y tras ella, sin contar la producción de tres películas para el cine entre 1992 y 1994, la franquicia descansaría 11 años antes de volver a la emisión regular en 2000, dando comienzo a la era Heisei de la serie. Su metraje fue utilizado por Saban para producir la serie Masked Rider.

## Argumento
6 meses después de la caída de Gorgom, Kōtarō Minami consiguió un trabajo como piloto de helicópteros en un negocio propiedad de la familia Sahara, que también lo llevaron a su casa. Más tarde es capturado por el Imperio Crisis. Le ofrecen unirse a este imperio, pero lo rechaza, así que rompen su King Stone, con lo que no puede transformarse en Black, y es lanzado al espacio exterior. Afortunadamente, la radiación del Sol regenera su King Stone, con lo que logra transformarse en un nuevo cyborg, Kamen Rider Black RX. Más tarde, el descubriría dos nuevas formas de Riders, Roborider y Biorider.

## Personajes

### Rider
- Kōtarō Minami (南 光太郎 Minami Kōtarō?)/Kamen Rider Black RX (仮面ライダーBLACK RX Kamen Raida Burakku Aru Ekkusu?): Después de la derrota de Gorgom, Kōtarō queda sin hogar hasta que la familia Sahara se hace cargo de él. Se convirtió en piloto de helicóptero para los negocios de la familia debido a sus conexiones, comenzando una nueva vida para sí mismo. Desafortunadamente, Kōtarō es luego secuestrado en la nave nodriza del Imperio Crisis. El Imperio Crisis era consciente de su identidad como Black y le dieron una oferta para unirse a ellos. Kōtarō se negó y luchó pero fue incapacitado cuando su King Stone fue dañado y su capacidad de transformación eliminada. Fue expulsado al espacio para flotar sin rumbo hasta que la radiación del sol alteró a su King Stone. Cuando su vaina entró en la atmósfera de la Tierra, Kōtarō sobrevive milagrosamente y de inmediato descubre que había ganado un nuevo poder en la forma de una evolución de Rider. 
  - Robo rider (ロボライダー Robo Raidā?): Es una forma en la que la armadura de Black RX se vuelve voluminosa y más robótica, con colores negros y amarillos y su Sunriser se asemeja a una caja de cambios. Durante su duración como el "Príncipe de la Tristeza", se mejoran tanto su fuerza como su defensa y adquiere inmunidad a explosiones o armas de proyectiles. Los únicos inconvenientes son que se mueve más lento que Black RX y posee movimientos semi-robóticos, ralentizando su tiempo de reacción.
  - Bio rider (バイオライダー Baio Raidā?): Es una forma en la que la armadura del Black RX se vuelve mucho más esbelta, azul y plateada, y su cinturón Sunriser se asemeja a un solo King Stone. Durante su duración como el "Príncipe de la ira", su velocidad se ve mejorada. También puede transformarse en gel para escapar de las trampas o atacar a los enemigos mientras no se lastima en el proceso, ya que es invencible mientras está en forma de gel. Fuera de esto, sin embargo, RX sacrifica la protección de la armadura, dejándolo más vulnerable a ataques poderosos.

### Aliados
- Reiko Shiratori (白鳥 玲子 Shiratori Reiko?): Es una fotógrafa que es la novia de Kōtarō, ayudándolo antes y después de aprender que él es RX. Después de saber que Kōtarō es RX, comienza a entrenarse para luchar contra los secuaces de Crisis.
- Familia Sahara (佐原家 Sahara Ke?): Son los que aceptaron a Kōtarō y le dieron un trabajo en su negocio de helicópteros Sahara Airlines. Shunkichi (俊吉 Shunkichi?) y Utako (唄子 Utako?) son los padres que siempre están discutiendo entre ellos, Shigeru (茂  Shigeru?) es su hijo y Hitomi (ひとみ Hitomi?) es su hija. Shigeru es la primera persona en la serie en saber que Kōtarō es RX. Cerca del final de la serie, Shunkichi y Utako son asesinados por el General Jark.
- Joe la Niebla (霞のジョー Kasumi no Jō?): Es un maestro del estilo de combate Kasumi Kenpo. Es uno de los amigos más cercanos de Kōtarō y lo considera tan cercano como lo fue a Nobuhiko. Joe fue originalmente un humano de la Tierra que voluntariamente permitió que el Imperio Crisis lo convirtiera en un cyborg, perdiendo todo recuerdo de su nombre pasado y real. Joe atacó a Kōtarō durante su intento de salvar a Hitomi, convirtiéndose en su aliado una vez que recuperó su mente.
- Kyōko Matoba (的場 響子 Matoba Kyōko?): es una chica ESP que es hábil con un arco y puede manipular las aguas subterráneas. Sus padres fueron asesinados por el Imperio Crisis, ayudando a RX a luchar contra el Imperio Crisis.

### Villanos
- Imperio Crisis (クライシス帝国 Kuraishisu Teikoku?): Es un grupo de alienígenas que intentan invadir la Tierra. Siempre intentan justificar su invasión y sus planes para exterminar a la raza humana. También afirman que su planeta natal está siendo absorbido por un agujero negro. Como creen que a los humanos realmente no les importa la Tierra, el Imperio Crisis cree que es correcto para ellos tomar el control de la Tierra.
  - Emperador Crisis (クライシス皇帝 Kuraishisu Kōtei?): Es el dictador gobernante del Crisis Empire, que no se ve al principio, pero se lo menciona varias veces a lo largo de la serie. Él puede liberar rayos eléctricos de sus ojos capaces de generar explosiones y levantar telequinéticamente personas, tiene un par de tentáculos que pueden mutar cuerpos, disparar láseres desde sus ojos más pequeños, lanzar estacas de energía de su boca y teletransportarse.
  - General Jark (ジャーク将軍 Jāku Shōgun?): Es un líder militar del imperio y comandante supremo del ejército de invasión. Él lleva un bastón largo que libera electricidad. Jark tiene la lealtad de la mayoría de sus subordinados, ya que inicialmente lideró los ataques hasta que llegó el emperador.
  - Coronel Dasmader (ダスマダー大佐 Dasumadā Taisa?): El Coronel Dasmader es un inspector cuya tarea es poner a la fuerza de la invasión de nuevo en marcha, recibiendo el desprecio absoluto de sus compañeros debido a su arrogancia. Él está equipado con una espada y puede lanzar bolas de fuego de la pantera en su cabeza lo suficientemente fuerte como para volar la roca.
  - Oficial de inteligencia Maribaron (諜報参謀マリバロン Chōhōsanbō Maribaron?): Maribaron es de una familia noble fuera del Imperio con sentimientos por Jark. Ella usa la pluma amarilla en su casco como un arma de dardos o para enviar mensajes, también usa un látigo electromagnético, respira fuego, nigromancia y cadena de energía de su frente utilizada para retener a los oponentes.
  - Comandante naval Bosgan (海兵隊長ボスガン Kaihei Taichō Bosugan?): Bosgan es un oficial, que empuña una espada y una daga electromagnéticas dentadas. Él está a cargo de la unidad de mutantes.
  - Capitán armado Gatezone (機甲隊長ガテゾーン Kikōtaichō Gatezōn?): A cargo de la unidad Robot. Está armado con un láser pistola de doble cañón y una poderosa motocicleta llamada Storm Dagger. Gatezone tiene la capacidad de separar su propia cabeza de su cuerpo. Su cuerpo aún puede moverse por sí mismo sin su cabeza.
  - Capitán Colmillo Gedorian (牙隊長ゲドリアン Kibataichō Gedorian?): Una criatura pequeña e inusual que le debe su vida a Jark y es uno de sus secuaces más leales. Él está constantemente saltando y molestando a todos los demás y puede disparar rayos de energía de sus manos y frente. Él es el más cobarde y se apresura a abandonar una batalla antes de que se acabe.

### Otros
- Nobuhiko Akizuki (秋月 信彦 Akizuki Nobuhiko?)/Shadow Moon (シャドームーン Shadō Mūn?): 6 meses después de su destrucción, misteriosamente resurgió para buscar venganza contra su hermanastro.

## Episodios
1. ¡El hijo del sol! RX (太陽の子だ！ＲＸ Taiyō no Ko da! Āru Ekkusu?)
2. ¡Bañado en luz! RX (光を浴びて！ＲＸ Hikari o Abite! Āru Ekkusu?)
3. RX vs. el caballero del viento (ＲＸ対風の騎士 Āru Ekkusu Tai Kaze no Kishi?)
4. El carro de luz, Ridoron (光の車ライドロン Hikari no Kuruma Raidoron?)
5. Caída de la exploración de la cueva (洞窟探検の落し穴 Dōkutsu Tanken no Otoshiana?)
6. ¡El gran alboroto de los extraños extraterrestres demoniacos! (怪魔ＥＴ大暴れ！ Kaima Ī Tī Ōabare!?)
7. ¡LLAMADA DE SOCORRO! La historia de la amistad (ＳＯＳ！友情の輪 Esu Ō Esu! Yūjō no Wa?)
8. El secreto de Mamá y Papá (パパとママの秘密 Papa to Mama no Himitsu?)
9. La hechicería de Maribaron (マリバロンの妖術 Maribaron no Yōjutsu?)
10. Sorprendido con réplicas (ニセ者でドッキリ Nisemono de Dokkiri?)
11. La rebelión de los desechos (スクラップの反乱 Sukurappu no Hanran?)
12. El asesino en sueños (夢の中の暗殺者 Yume no Naka no Ansatsusha?)
13. El blanco es la extraña chica demonio (狙われた怪魔少女 Nerawareta Kaima Shōjo?)
14. El secuestro de Hitomi-chan (ひとみちゃん誘拐 Hitomi-chan Yūkai?)
15. El nacimiento de Robo Rider (ロボライダー誕生 Robo Raidā Tanjō?)
16. La princesa del valle milagroso (奇跡の谷の姫君 Kiseki no Tani no Himegimi?)
17. ¡Bio Rider! (バイオライダー！ Baio Raidā!?)
18. ¡Misterio! Un sueño de nadar en el aire (怪！夢の空中遊泳 Kai! Yume no Kūchū Yūei?)
19. ¡El Sol Artificial del Terror! (恐怖の人工太陽！ Kyōfu no Jinkō Taiyō?)
20. El ogro que come bananos (バナナを喰う鬼 Banana o Kū Oni?)
21. El frente del amor y la amistad (愛と友情の戦線 Ai to Yūjō no Sensen?)
22. Shadow Moon! (シャドームーン！ Shadō Mūn!?)
23. RX se convirtió en un cerdo (ブタになったＲＸ Buta ni Natta Āru Ekkusu?)
24. Papá es Drácula (パパはドラキュラ Papa wa Dorakyura?)
25. La novia del asiento del escorpión (さそり座の花嫁 Sasoriza no Hanayome?)
26. El contraataque de Bosgan (ボスガンの反撃 Bosugan no Hangeki?)
27. ¡Gran contraataque! El príncipe de las sombras (大逆襲！影の王子 Daigyakushū! Kage no Ōji?)
28. El agente del Emperador Majestuoso (皇帝陛下の代理人 Kōtei Heika no Dairinin?)
29. Un mundo sin agua (水のない世界 Mizu no Nai Sekai?)
30. Mañana en Lágrimas, Tokyo es un desierto (明日なき東京砂漠 Ashita Naki Tōkyō Sabaku?)
31. La mujer que vio el mundo del demonio malvado (怪魔界を見た女 Kaimakai o Mita On'na?)
32. El cielo de amor y esperanza (愛と希望の大空 Ai to Kibō no Ōzora?)
33. La batalla decisiva del puente sobre el estrecho (瀬戸大橋の大決戦 Setoōhashi no Dai Kessen?)
34. ¡¡Los planes de Shikoku Aircraft!! (四国空母化計画！！ Shikoku Kūboka Keikaku!!?)
35. ¡¡Se busca a Kōtarō!! (光太郎指名手配！！ Kōtarō Shimeitehai!!?)
36. ¿¡Quién es el héroe!? (ヒーローは誰だ！？ Hīrō wa Dare da!??)
37. Pelando con colmillos, la Tropa Ninja Bestia (牙むく獣人忍者隊 Kiba Muku Jūjin Ninja Tai?)
38. La danza malvada del campo de Hueso Blanco (白骨ケ原の妖舞団 Hakkotsugahara no Yōbudan?)
39. ¡Ejecutando la explosión! Mini 4WD (爆走！ミニ４ＷＤ Bakusō! Mini Yon Daburu Dī?)
40. La trampa del desarrollo de viviendas fantasmales (ユーレイ団地の罠 Yūrei Danchi no Wana?)
41. El terror de la bruja de cien ojos (百目婆ァの恐怖 Todome Babaa no Kyōfu?)
42. Los cuatro comandantes están desterrados (四隊長は全員追放 Yon Taichō wa Zen'in Tsuihō?)
43. ¡¡Derrotado!! RX (敗れたり！ＲＸ Yaburetari! Āru Ekkusu?)
44. ¡Peleen! Todos los Riders (戦え！全ライダー Tatakae! Zen Raidā?)
45. El último día del falso Rider (偽ライダーの末路 Nise Raidā no Matsuro?)
46. La carga de todos los Riders (ライダーの総突撃 Raidā no Sōtotsugeki?)
47. ¡Un brillante mañana! (輝ける明日 Kagayakeru Ashita?)

### Películas
- Kamen Rider 1 Through RX: Big Gathering (仮面ライダー１号～ＲＸ大集合 Kamen Raidā Ichigō~Āru Ekkusu Daishūgō?): Especial para TV donde aparecieron todos los Riders hasta la fecha. Estrenado 16 de octubre de 1988.
- Kamen Rider: Run All Over the World (仮面ライダー 世界に駆ける Kamen Raidā Sekai ni Kakeru?): Estrenada el 29 de abril de 1989.

## Reparto
- Kōtarō Minami/Kamen Rider Black RX: Tetsuo Kurata
- Kamen Rider Black RX (actor suit): Jiro Okamoto
- Robo Rider / Bio Rider forms (actor suit): Tokio Iwata
- Shadow Moon (actor suit): Tokio Iwata
- Reiko Shiratori: Jun Kouyamaki
- Shunkichi Sahara: Makoto Akatsuka
- Utako Sahara: Eri Tsuruma
- Shigeru Sahara: Gou Inoue
- Hitomi Sahara: Shouko Imura (niña), Maho Maruyama (adolescente)
- Joe la Niebla: Rikiya Koyama
- Kyōko Matoba: Megumi Ueno
- Emperador Crisis: Goro Naya
- Jark: Seizo Kato (episodios 1-44), Hidekatsu Shibata (episodios 45-47)
- Dasmader: Tetsuya Matsui
- Maribaron: Atsuko Takahata
- Bosgan: Shouzou Iizuka(voz)
- Gatezone: Toshimichi Takahashi(voz)
- Gedorian: Kazunori Arai
- Narrador: Issei Masamune

## Temas musicales

### Tema de entrada
- Kamen Rider Black RX (仮面ライダーBLACK RX Kamen Raidā Burakku Āru Ekkusu?)
  - Letra: Chinfa Kan
  - Música: Eiji Kawamura
  - Arreglos: Eiji Kawamura
  - Intérprete: Takayuki Miyauchi

### Tema de cierre
- Dareka ga Kimi o Aishiteru (誰かが君を愛してる Dareka ga Kimi o Aishiteru?, Alguien te ama)
  - Letra: Chinfa Kan
  - Música: Tetsuji Hayashi
  - Arreglos: Eiji Kawamura
  - Intérprete: Takayuki Miyauchi

- Datos: Q1193499